# Fabrice Bellard
Fabrice Bellard (Grenoble, 1972. június 17. –) francia számítógépes programozó, aki az FFmpeg, a QEMU és a Tiny C Compiler megírásáról ismert. Ő fejlesztette ki a Bellard-képletet a pi számjegyeinek kiszámítására. Bellard 2012-ben Franck Spinellivel együtt alapította az Amarisoft távközlési céget.

## Pályája
Bellard 1972-ben született a franciaországi Grenoble-ban, és a Lycée Joffre (Montpellier) iskolába járt, ahol 17 évesen megalkotta az LZEXE programtömörítőt. 1996-ban az École polytechnique-ben folytatott tanulmányai után a Télécom Paris-nál szakosodott.
1997-ben felfedezett egy új, gyorsabb képletet a pí egyes számjegyeinek kiszámítására hexadecimális ábrázolásban, amely Bellard-képlet néven ismert. Ez a Bailey-Borwein-Plouffe-képlet egy változata.
Bellard pályaművei háromszor nyerték meg a Nemzetközi Obfuscated C Kódversenyt. 2000-ben a „Legkülönlegesebb kimenet” kategóriában nyert egy olyan programmal, amely a moduláris gyors Fourier-transzformációt valósította meg, és azt az akkor ismert legnagyobb prímszám, a 26972593−1 kiszámítására használta (abban az értelemben, hogy kiírja ennek a számnak a decimális ábrázolását, amely önmagában ismertnek van feltételezve). 2001-ben a „Legjobb szabályokkal való visszaélés” kategóriában nyert egy apró fordítóprogrammal (a forráskód mindössze 3 kB méretű), amely a C nyelv egy szigorú részhalmazát fordította i386 Linuxra. Maga a program ebben a nyelvi részhalmazban íródott, azaz önállósult. 2018-ban a „Leginflációsabb” kategóriában nyert egy képdekompressziós programmal.
2002-ben kifejlesztette a TinyGL-t, az OpenGL beágyazott környezetekhez alkalmas részhalmazát.
2003-ban tette közzé a QEMU első commitjait, és 2005-ben egyedül fejlesztette a v0.7.1-es verzióig.
2004-ben megírta a TinyCC Boot Loader-t, amely kevesebb mint 15 másodperc alatt képes lefordítani és elindítani egy Linux kernelt a forrásból. 2005-ben olyan rendszert tervezett, amely képes analóg vagy DVB-T digitális TV adóként működni, közvetlenül VHF jelet generálva egy szabványos PC-ről és VGA-kártyáról. 2011-ben létrehozott egy tisztán JavaScriptben írt minimális PC-emulátort. Az emulált hardver egy 32 bites x86 kompatibilis CPU-ból, egy 8259-es programozható megszakításvezérlőből, egy 8254-es programozható megszakítás-időzítőből és egy 16450-es UART-ból áll.
2009. december 31-én ő állította fel a pi számítási világrekordját, mivel 90 nap alatt közel 2,7 billió helyig számította ki a pi-t. A Slashdot azt írta: „Bár a javulás kicsinek tűnhet, mégis kiemelkedő teljesítmény, mivel mindössze egyetlen, kevesebb mint 3000 dollárba kerülő asztali számítógépet használt — a korábbi rekordokhoz hasonló, több millió dolláros szuperszámítógép helyett.” 2010. augusztus 2-án ezt a rekordot Shigeru Kondo döntötte meg, aki 5 billió számjegyet számolt ki, bár ezt egy szerver-osztályú, két Intel Xeon processzort futtató, 96 GB RAM-mal felszerelt gépen tette.
2011-ben elnyerte az O'Reilly Nyílt Forráskód-díját.
2014-ben javasolta a Better Portable Graphics (BPG) képformátumot a JPEG helyettesítésére.
2019 júliusában kiadta a QuickJS-t, egy kicsi és beágyazható JavaScript-motort.
2021 áprilisában mesterséges neurális hálózaton alapuló adattömörítője, az NNCP több száz közül az első helyet szerezte meg a Large Text Compression Benchmark versenyen. A tömörítő Bellard saját mesterséges neurális hálózati könyvtárát, a LibNC-t („C Library for Tensor Manipulation”) használja, amely nyilvánosan elérhető.
2023 augusztusában Bellard kiadta a ts_zip-et, egy nagy nyelvi modelleket használó veszteségmentes szövegkompresszort. Ezt 2024 márciusában frissítette, és az algoritmust lényegesen gyorsabbá, valamint hardverfüggetlenné tette.
2024 áprilisában a Bellard kiadta a TSAC-ot, egy olyan audió tömörítő segédprogramot, amely nagyon alacsony, 5,5kb/s (mono) vagy 7,5kb/s (sztereó) bitrátát képes elérni, miközben 44,1 kHz-en még mindig elfogadható hangminőséget biztosít.

## Fordítás
- Ez a szócikk részben vagy egészben  a   Fabrice Bellard című angol Wikipédia-szócikk fordításán alapul.  Az eredeti cikk szerkesztőit annak laptörténete sorolja fel. Ez a jelzés csupán a megfogalmazás eredetét és a szerzői jogokat jelzi, nem szolgál a cikkben szereplő információk forrásmegjelöléseként.